# Liste des stations du métro de Téhéran

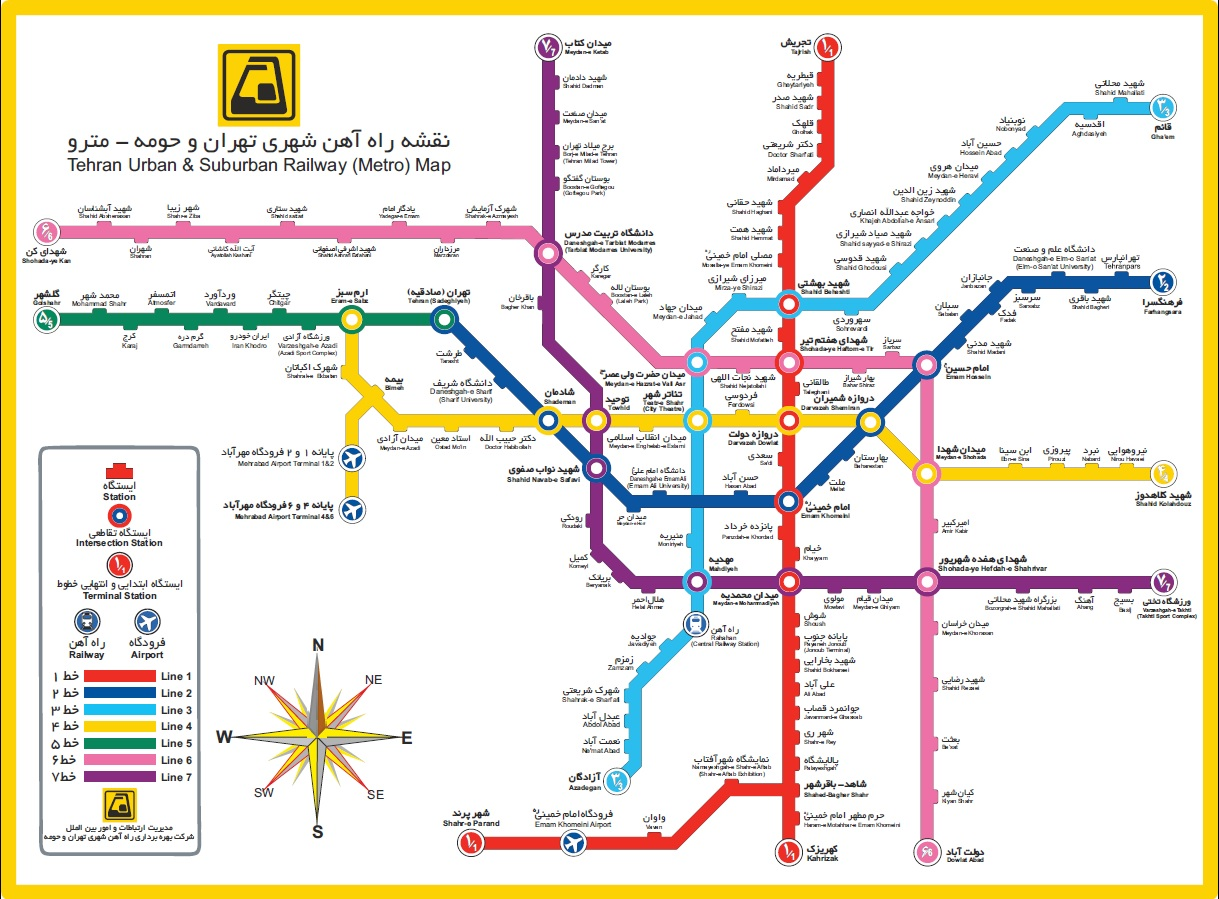
Plan du métro de Téhéran.

La liste des stations du métro de Téhéran classe les stations par ligne et par ordre alphabétique.

## Ligne 1 (rouge)
- Tajrich
- Gheytarieh
- Shahid Sadr
- Gholhak
- Doctor Shariati
- Mirdamad
- Shahid Haghani
- Mosalla

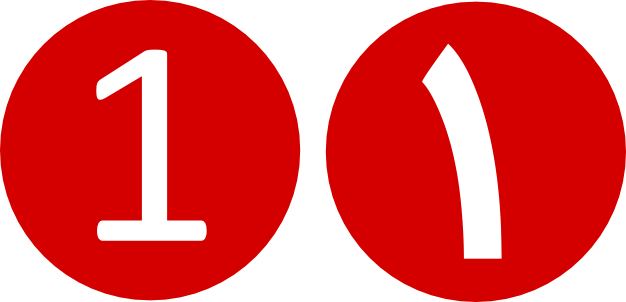

- Shahid Beheshti (correspondance avec la ligne 3)
- Shahid Mofateh
- Haft-e-Tir (correspondance avec la ligne 6)
- Taleghani
- Darvazeh Dolat (correspondance avec la ligne 4)
- Saadi
- Imam Khomeini (correspondance avec la ligne 2)
- Panzdah-e-Khordad
- Khayyam
- Molavi
- Shoosh
- Terminal-e-Jonoob
- Khazaneh
- Ali abad
- Javanmard Ghasab
- Shahr e Rey
- Shahed - Bagher Shahr — Aéroport de Téhéran-Imam Khomeini
- Haram-e-Motahar
- Kahrizak

## Ligne 3 (turquoise)

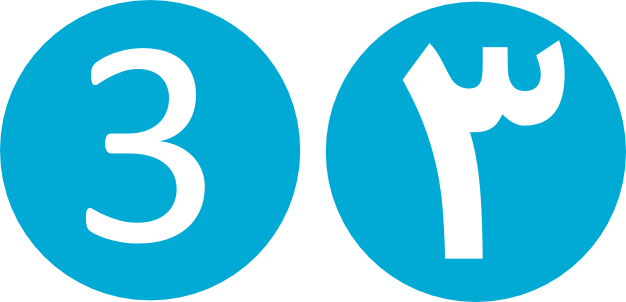

## Ligne 2 (bleu marine)
- Farhangsara
- Tehranpars
- Shahid Bagheri
- University Elmo Sanat
- Sar sabz
- Golbarg
- Fadak
- Sabalan
- Shahid Madani
- Emam Hossein
- Darvazeh shemiran
- Baharestan
- Mellat

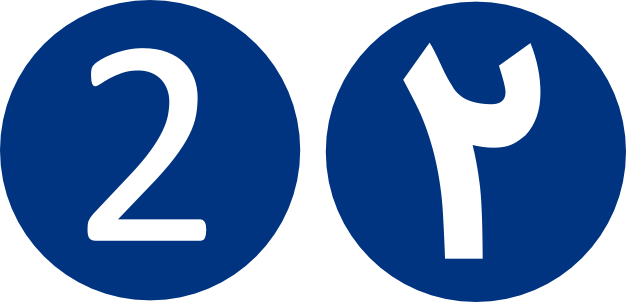

- Imam Khomeini (correspondance avec la ligne 1)
- Hasan Abad
- Imam Ali University
- Meydan-e-Hor
- Shahid Navvab Safavi
- Shademan
- Sharif University
- Tarasht
- Tehran (Sadeghieh)

## Ligne 4 (jaune)
- Shahid Kolahdooz
- Nirooye Havaei
- Nabard
- Piroozi
- Ebn-e Sina

- Meydan-e Shohada (correspondance avec la ligne 6)
- Darvazeh Shemiran (correspondance avec la ligne 2)
- Darvazeh Dowlat (correspondance avec la ligne 1)
- Ferdowsi
- Teatr-e Shahr (correspondance avec la ligne 3)
- Meydan-e Enghelab-e Eslami
- Towhid (correspondance avec la ligne 7)
- Shademan (correspondance avec la ligne 2)
- Doctor Habib-o-llah
- Ostad Moein
- Meydan-e Azadi
- Bimeh — Aéroport de Téhéran-Mehrabad
- Shahrak-e Ekbatan
- Eram-e Sabz (correspondance avec la ligne 5)
- Allameh Jafari
- Ayatollah Kashani
- Janat Abad

## Ligne 6 (rose)

## Ligne 7 (violet)

## Ligne 5 (vert foncé)

- Tehran (Sadeghieh)
- Ekbatan Eram Sabz
- Varzeshgah e Azadi
- Chitgar
- Iran Khodro
- Vardavard
- Atmosfer
- Karaj
- Mohammad Shahr
- Golshahr